# Donald I av Skottland
Donald I av Skottland (gaeliska: Dòmhnall I na h-Alba), även känd som Domnall mac Ailpín; född 812, död 13 april 862, var kung av Alba, det förenade kungariket mellan skottarna och pikterna från 858 till sin död.
Donald efterträdde 858 sin bror Kenneth MacAlpin, vilken 844 förenat skoternas och pikternas riken till kungariket Alba. Han dog 862 eller 863 och omständigheterna kring hans död är oklara. Antingen dog han i strid i Scone, eller fridfullt i sitt palats. Han var ogift och barnlös.